# Fatumnasi (Noebana)
Fatumnasi is een bestuurslaag in het regentschap Timor Tengah Selatan van de provincie Oost-Nusa Tenggara, Indonesië. Fatumnasi telt 1320 inwoners (volkstelling 2010).